# École hollandaise
 (octobre 2022).
Si vous disposez d'ouvrages ou d'articles de référence ou si vous connaissez des sites web de qualité traitant du thème abordé ici, merci de compléter l'article en donnant les références utiles à sa vérifiabilité et en les liant à la section « Notes et références ».
L'École hollandaise ou néerlandaise est une école de peinture qui s'est développée aux Pays-Bas de la Renaissance jusqu'aux commencements du Baroque. Elle inclut les primitifs flamands (1400-1500), la Renaissance flamande (1500-1584) et l'Âge d'or de la peinture néerlandaise du XVIIe siècle.
Elle est composée de nombreux peintres, sculpteurs et architectes dont les plus célèbres sont Rembrandt, Frans Hals, Johannes Vermeer, Jacob van Ruisdael, Antoon van Dyck, et Jan Steen.

## Musées
- Musée Frans Hals, Haarlem
- Rijksmuseum, Amsterdam
- Mauritshuis, La Haye
- Musée de l'Ermitage, Saint-Pétersbourg
- Musée du Louvre, Paris
- Gemäldegalerie, Berlin
- Alte Pinakothek, Munich
- National Gallery, Londres
- Musée d'histoire de l'art, Vienne
- Musée royal des beaux-arts d'Anvers
- Gemäldegalerie Alte Meister, Dresde
- Musée des beaux-arts, Budapest
- Musées royaux des Beaux-Arts de Belgique, Bruxelles

## Liste chronologique
Les peintres sont placés par ordre chronologique. Quand une date de naissance est incertaine, seule la période d'activité est indiquée.
- Hendrik Goltzius  1558-1617
- Hendrick Cornelisz Vroom  1563-1640
- Abraham Bloemaert 1564-1651
- Jacques de Gheyn II  1565-1629
- Hendrick de Keyser I  1565-1621
- Jan Saenredam  1565-1607
- Michiel Jansz. Miereveld  1567-1641
- Jan van Ravesteyn  1570-1657
- Paulus Moreelse  1571-1638
- Jan H. Muller  1571-1628
- Ambrosius Bosschaert  1573-1621
- Hendrik Hondius  1573-1649
- Cornelis Engelsz.  1574 ou 75–1660
- Hendrick van Balen  1575-1632
- Floris van Dijck  1575-1651
- Adam Willaerts  1577-1644
- Pierre Paul Rubens 1577-1640
- Frans Snyders 1579-1657
- Boetius Bolswert  1580-1633
- Willem Jacobsz. Delff  1580-1638
- Hendrik van Steenwyck II  1580-1649
- Andries Stock  1580-1648
- Cornelis Claesz van Wieringen  1580-1633
- Cornelis Liefrinck II  1581-1640
- Frans Hals  1582-1666
- Jan Pynas  1582-1631
- Hendrik Goudt  1583-1648
- Pieter Lastman  1583-1633
- David Bailly  1584-1657
- Jan Tengnagel  1584-1635
- Willem van der Vliet  1584-1642
- Arent Arentsz  1585-1631
- Hendrick Avercamp  1585-1634
- Hendrick Gerritsz. Pot  1585-1657
- Adam van Breen, vers 1585-après 1642
- Cornelis Van Poelenburgh  1586-1667
- Esaias van de Velde  1587-1630
- Claes Jansz. Visscher  1587-1652
- Nicolaes Eliasz. Pickenoy  1588-1655
- Hendrick ter Brugghen  1588-1629
- Adriaen Pietersz. van de Venne  1589-1662
- Bartholomeus van Bassen  1590-1652
- Christoffel van den Berghe  1590-1645
- Gerrit van Honthorst  1590-1656
- Daniel Mytens  1590-1647
- Floris van Schooten  1590-1655
- Hercules Seghers  1590-1638
- Moses van Uyttenbroeck  1590-1648
- Cornelis Verbeeck  1590-1637
- Abraham de Vries  1590-1662
- Willem Pietersz. Buytewech  1591/1592-1624
- Dirck Hals  1591-1656
- Claes Cornelisz. Moeyaert  1591-1655
- Cornelis Vroom  1591-1661
- Pieter van Laer  1592-1642
- Jacob Pynas  1592-1650
- Balthasar van der Ast  1593-1656
- Jan van de Velde II  1593-1641
- Jacob Cuyp  1594-1650
- Willem Claeszoon Heda  1594-1680
- Dirck van Baburen  1595-1624
- Jacob van Campen  1595-1657
- Lucas Vosterman  1595-1675
- Samuel van den Hecken 1595-1637
- Leonard Bramer  1596-1674
- Jan van Goyen  1596-1656
- Thomas de Keyser  1596-1667
- Peter Wtewael  1596-1660
- Jan van Bijlert  1597-1671
- Salomon de Bray  1597-1664
- Pieter Claesz  1597-1660
- Pieter Jansz Saenredam  1597-1665
- Jan Cornelisz. Verspronck  1597-1662
- Bartholomeus Breenbergh  1598-1657
- Lambert Jacobsz  1598-1636
- Pieter Codde  1599-1678
- Willem Cornelisz. Duyster  1599-1678
- Antoine van Dyck 1599-1641
- Jan Miel  1599-1664
- Jacob Duck  1600-1667
- Pieter De Grebber  1600-1652
- Pieter Anthonisz van Groenewegen  1600-1658
- Gerard Houckgeest  1600-1661
- Salomon Van Ruysdael  1600-1670
- Gerard Soest  1600-1681
- Matthias Stomer  1600-1650
- Herman Van Swanevelt  1600-1655
- Simon de Vlieger  1600-1653
- Pieter de Bloot  1601-1658
- Antonie Palamedesz  1601-1673
- Pieter Jansz. van Asch  1603-1678
- Adriaen Hanneman  1603-1671
- Simon Kick  1603-1652
- Aert van der Neer  1603-1677
- Abraham Willaerts  1603-1669
- Dirk van Delen  1605-1671
- Anthonie Jansz. van der Croos  1606-1661
- Jan Davidsz. de Heem  1606-1683
- Pieter Jansz. Quast  1606-1647
- Rembrandt  1606-1669
- Jan Lievens  1607-1674
- Cornelis Saftleven  1607-1681
- Jacob Adriaensz. Backer  1608-1651
- Pieter Duyfhuysen  1608-1677
- Willem de Poorter  1608-1648
- Salomon Koninck  1609-1656
- Judith Leyster  1609-1660
- Herman Saftleven II  1609-1685
- Jan Dirksz. Both  1610-1652
- Anthonie de Lorme  1610-1679
- Gerard Donck  1610-1640
- Simon Luttichuys  1610-1661
- Jan Miense Molenaer  1610-1668
- Adriaen van Ostade  1610-1685
- Dirck van Santvoort  1610-1680
- Dirck Stoop  1610-1686
- Egbert van Heemskerk I  1610-1680
- Pieter Verbeeck  1610-1652
- Jacob de Wet  1610-1671
- Hendrick Martensz Sorgh  1611-1670
- Willem Van de Velde l'Ancien  1611-1693
- Hendrick Cornelisz. van Vliet  1611-1675
- Barend Avercamp  1612-1679
- Andries Both  1612-1641
- Benjamin Gerritsz. Cuyp  1612-1652
- Harmen Steenwijck  1612-1656
- Pieter van den Bosch  1613-1663
- Gerrit Dou  1613-1675
- Bartholomeus van der Helst  1613-1670
- Jacob Marrel  1613-1681
- Jan Mytens  1614-1670
- Jan Asselyn  1615-1652
- Govaert Flinck  1615-1660
- Joris Abrahamsz. van der Haagen  1615-1669
- Jacob van Moscher  1615-1655
- Pieter de Ring  1615-1660
- Pieter Mulier le Vieux  1615-1679
- Ferdinand Bol  1616-1680
- Ludolf Leendertsz. de Jongh  1616-1679
- Isaac Luttichuys  1616-1673
- Thomas Wyck  1616-1677
- Caesar van Everdingen  1617-1678
- Gerard Terborch  1617-1681
- Emanuel de Witte  1617-1691
- Philips Koninck  1619-1688
- Otto Marseus van Schrieck  1619-1678
- Jan Victors  1619-1676
- Philips Wouwerman  1619-1668
- Cornelis Bega  1620-1664
- Nicolaes Berchem  1620-1683
- Abraham Hendrickz. van Beyeren  1620-1690
- Aelbert Cuyp  1620-1691
- Jan van Noordt  1620-1676
- Jan Jansz. van de Velde III  1620-1662
- Gerbrand van den Eeckhout  1621-1674
- Allaert van Everdingen  1621-1675
- Cornelis de Man  1621-1706
- Isaac van Ostade  1621-1649
- Egbert van der Poel  1621-1664
- Jan Baptist Weenix  1621-1663
- Quirijn van Brekelenkam  1622-1670
- Abraham Diepraam  1622-1670
- Karel Dujardin  1622-1678
- Carel Fabritius  1622-1654
- Willem Kalf  1622-1693
- Johannes Lingelbach  1622-1674
- Adam Pynacker  1622-1673
- Abraham van den Tempel  1622-1672
- Govert Dircksz. Camphuysen  1623-1672
- Pieter Janssens Elinga  1623-1682
- Herman Nauwincx  1623-1654
- Reinier Nooms  1623-1664
- Jan van de Cappelle  1624-1679
- Lambert Doomer  1624-1700
- Barent Fabritius  1624-1673
- Abraham Hondius  1625-1691
- Paulus Potter  1625-1654
- Hendrick Danckerts 1625-1680
- Jan Adriaensz. van Staveren  1625-1668
- Jan Steen  1625-1679
- Jacob Esselens  1626-1687
- Jan van Kessel  1626-1679
- Willem van Aelst  1627-1683
- Jan de Bray  1627-1697
- Hendrick van der Burch  1627-1699
- Samuel van Hoogstraten  1627-1678
- Jacob van der Ulft  1627-1689
- Hendrik Verschuring  1627-1690
- Jan Hackaert  1628-1685
- Jacob van Ruisdael  1628-1682
- Pieter de Hooch  1629-1684
- Gabriel Metsu  1629-1667
- Cornelis Droochsloot  1630-1673
- Willem Drost  1630-1680
- Klaes Molenaer  1630-1676
- Maria van Oosterwijk 1630-1693
- Gillis Rombouts  1630-1678
- Jan Vonck  1630-1670
- Roelof van Vries  1630-1681
- Jan Wynants  1630-1684
- Ludolf Bakhuizen  1631-1708
- Esaias Boursse  1631-1672
- Cornelis de Heem  1631-1695
- Juriaen van Streeck  1632-1687
- Johannes Vermeer  1632-1675
- Jan de Baen  1633-1702
- Dirk Helmbreker  1633-1696
- Frederik de Moucheron  1633-1686
- Willem Van de Velde le Jeune  1633-1707
- Cornelis Bisschop  1634-1674
- Nicolas Maes  1634-1693
- Eglon van der Neer  1634-1703
- Jacob Ochtervelt  1634-1682
- Egbert van Heemskerk II  1634-1704
- Pieter van Anraedt  1635-1678
- Abraham van den Hecken  1635-1655
- Dirck van der Lisse  1635-1669
- Frans van Mieris l'Ancien  1635-1681
- Caspar Netscher  1635-1684
- Abraham Storck  1635-1710
- Melchior d'Hondecoeter  1636-1695
- Adriaen van de Velde  1636-1672
- Abraham Begeyn  1637-1697
- Martin Desjardins  1637-1694
- Jan van der Heyden  1637-1712
- Pieter Mulier le Jeune  1637-1701
- Gerrit Adriaensz. Berckheyde  1638-1698
- Meindert Hobbema  1638-1709
- Hendrik Bary  1640-1707
- Edwaert Collier  1640-1707
- Gérard de Lairesse  1640-1711
- Abraham Mignon  1640-1679
- Pieter Cornelisz. van Slingelandt  1640-1691
- Jacob Toorenvliet  1640-1719
- Jan Weenix 1640-1719
- Jacob Storck  1641-1688
- Herman Verelst  1641-1702
- Abraham van Calraet  1642-1722
- Godfried Schalken  1643-1706
- Simon Verelst  1644-1721
- Cornelis Vermeulen  1644-1708
- Aert de Gelder  1645-1727
- Michiel van Musscher  1645-1705
- John Griffier  1646-1718
- Matthys Naiveu  1647-1721
- Gerard Hoet  1648-1733
- Elias van den Broeck  1649-1708
- Jan Jansz. de Heem  1650-1695
- Salomon Rombouts  1650-1702
- Jan Verkolje  1650-1693
- Daniel Vosmaer  1650-1666
- Jan Wyck  1652-1700
- Johannes Kip  1653-1722
- Caspar van Wittel  1653-1736
- Jan van Kessel le jeune  1654-1708
- Jacobus Vrel  1654-1662
- Carel de Moor  1655-1738
- Nicolaes Lachtropius  1656-1700
- Jacob de Heusch  1657-1701
- Adriaen van der Werff  1659-1722
- Adriaen Coorte  1660-1707
- Cornelis Dusart  1660-1704
- Jan van Mieris  1660-1690
- Willem van Mieris  1662-1747
- Rachel Ruysch  1664-1750
- Pieter van der Werff  1665-1722
- Philip van Kouwenbergh  1671-1729

## Liste alphabétique
A
- Willem van Aelst  1627-1683
- Pieter van Anraedt  1635-1678
- Arent Arentsz  1585-1631
- Pieter Jansz. van Asch  1603-1678
- Jan Asselyn  1615-1652
- Balthasar van der Ast  1593-1656
- Barent Avercamp  1612-1679
- Hendrick Avercamp  1585-1634

B
- Dirck van Baburen  1595-1624
- Jacob Adriaensz. Backer  1608-1651
- Ludolf Backhuysen  1631-1708
- Jan de Baen  1633-1702
- David Bailly  1584-1657
- Hendrick van Balen  1575-1632
- Hendrik Bary  1640-1707
- Bartholomeus van Bassen  1590-1652
- Cornelis Bega  1620-1664
- Abraham Begeyn  1637-1697
- Nicolaes Berchem  1620-1683
- Gerrit Adriaensz. Berckheyde  1638-1698
- Christoffel van den Berghe  1590-1645
- Abraham Hendrickz. van Beyeren  1620-1690
- Jan van Bijlert  1597-1671
- Cornelis Bisschop  1634-1674
- Abraham Bloemaert 1564-1651
- Pieter de Bloot  1601-1658
- Ferdinand Bol  1616-1680
- Boetius Bolswert  1580-1633
- Pieter van den Bosch  1613-1663
- Ambrosius Bosschaert  1573-1621
- Andries Both  1612-1641
- Jan Dirksz. Both  1610-1652
- Esaias Boursse  1631-1672
- Leonaert Bramer  1596-1674
- Jan de Bray  1627-1697
- Salomon de Bray  1597-1664
- Adam van Breen, vers 1585-après 1642
- Bartholomeus Breenbergh  1598-1657
- Quirijn van Brekelenkam  1622-1670
- Elias van den Broeck  1649-1708
- Hendrick ter Brugghen  1588-1629
- Hendrick van der Burch  1627-1699
- Willem Pietersz. Buytewech  1591/1592-1624

C
- Abraham van Calraet  1642-1722
- Jacob van Campen  1595-1657
- Govert Dircksz. Camphuysen  1623-1672
- Jan van de Cappelle  1624-1679
- Pieter Claesz  1597-1660
- Pieter Codde  1599-1678
- Edwaert Collier  1640-1707
- Adriaen Coorte  1660-1707
- Anthonie Jansz. van der Croos  1606-1661
- Albert Cuyp  1620-1691
- Benjamin Gerritsz. Cuyp  1612-1652
- Jacob Gerritz. Cuyp  1594-1650

D
- Hendrick Danckerts 1625-1680
- Dirk van Delen  1605-1671
- Willem Jacobsz. Delff  1580-1638
- Martin Desjardins  1637-1694
- Abraham Diepraam  1622-1670
- Floris van Dijck  1575-1651
- Gerard Donck  1610-1640
- Lambert Doomer  1624-1700
- Gerrit Dou  1613-1675
- Cornelis Droochsloot  1630-1673
- Willem Drost  1630-1680
- Jacob Duck  1600-1667
- Karel Dujardin  1622-1678
- Cornelis Dusart  1660-1704
- Pieter Duyfhuysen  1608-1677
- Willem Cornelisz. Duyster  1599-1678
- Antoine van Dyck 1599-1641

E
- Gerbrand van den Eeckhout  1621-1674
- Pieter Janssens Elinga  1623-1682
- Jacob Esselens  1626-1687
- Allaert van Everdingen  1621-1675
- Caesar van Everdingen  1617-1678

F
- Barent Fabritius  1624-1673
- Carel Fabritius  1622-1654
- Govert Flinck  1615-1660

G
- Arent de Gelder  1645-1727
- Jacques de Gheyn II  1565-1629
- Hendrik Goltzius  1558-1617
- Hendrik Goudt  1583-1648
- Jan Van Goyen  1596-1656
- Pieter De Grebber  1600-1653
- Jan Griffier  1646-1718
- Pieter Anthonisz. van Groenewegen  1600-1658

H
- Joris Abrahamsz. van der Haagen  1615-1669
- Jan Hackaert  1628-1685
- Dirck Hals  1591-1656
- Frans Hals  1582-1666
- Adriaen Hanneman  1603-1671
- Samuel van den Hecken 1595-1637
- Abraham van den Hecken  1635-1655
- Willem Claesz. Heda  1594-1680
- Cornelis de Heem  1631-1695
- Jan Davidsz. de Heem  1606-1683
- Jan Jansz. de Heem  1650-1695
- Egbert van Heemskerk I  1610-1680
- Egbert van Heemskerk II  1634-1704
- Jan van der Heiden  1637-1712
- Dirk Helmbreker  1633-1696
- Bartholomeus van der Helst  1613-1670
- Jacob de Heusch  1657-1701
- Meindert Hobbema  1638-1709
- Gerard Hoet  1648-1733
- Melchior d'Hondecoeter  1636-1695
- Abraham Hondius  1625-1691
- Hendrik Hondius  1573-1649
- Gerrit van Honthorst  1590-1656
- Pieter de Hooch  1629-1684
- Samuel van Hoogstraten  1627-1678
- Gerard Houckgeest  1600-1661

J
- Lambert Jacobsz  1598-1636

K
- Willem Kalf  1622-1693
- Jan van Kessel  1626-1679
- Jan van Kessel le jeune  1654-1708
- Hendrick de Keyser I  1565-1621
- Thomas de Keyser  1596-1667
- Simon Kick  1603-1652
- Johannes Kip  1653-1722
- Philips Koninck  1619-1688
- Salomon Koninck  1609-1656
- Philip van Kouwenbergh  1671-1729

L
- Nicolaes Lachtropius  1656-1700
- Pieter van Laer  1592-1642
- Gerard de Lairesse  1640-1711
- Pieter Lastman  1583-1633
- Ludolf Leendertsz. de Jongh  1616-1679
- Judith Leyster  1609-1660
- Cornelis Liefrinck II  1581-1640
- Jan Lievens  1607-1674
- Johannes Lingelbach  1622-1674
- Dirck van der Lisse  1635-1669
- Anthonie de Lorme  1610-1679
- Isaac Luttichuys  1616-1673
- Simon Luttichuys  1610-1661

M
- Nicolas Maes  1634-1693
- Cornelis de Man  1621-1706
- Jacob Marrel  1613-1681
- Gabriel Metsu  1629-1667
- Jan Miel  1599-1664
- Michiel Jansz. Miereveld  1567-1641
- Frans van Mieris l'Ancien  1635-1681
- Jan van Mieris  1660-1690
- Willem van Mieris  1662-1747
- Abraham Mignon  1640-1679
- Klaes Molenaer  1630-1676
- Jan Miense Molenaer  1610-1668
- Claes Cornelisz. Moeyaert  1591-1655
- Carel de Moor  1655-1738
- Paulus Moreelse  1571-1638
- Jacob van Moscher  1615-1655
- Frederik de Moucheron  1633-1686
- Pieter Mulier le Jeune  1637-1701
- Pieter Mulier le Vieux  1615-1679
- Jan H. Muller  1571-1628
- Michiel van Musscher  1645-1705
- Jan Mytens  1614-1670
- Daniel Mytens  1590-1647

N
- Matthys Naiveu  1647-1721
- Herman Nauwincx  1623-1654
- Aert van der Neer  1603-1677
- Eglon Hendrick van der Neer  1634-1703
- Caspar Netscher  1635-1684
- Reinier Nooms  1623-1664
- Jan van Noordt  1620-1676

O
- Jacob Ochtervelt  1634-1682
- Maria van Oosterwijk 1630-1693
- Adriaen van Ostade  1610-1685
- Isaac van Ostade  1621-1649

P
- Nicolaes Eliasz. Pickenoy  1588-1655
- Antonie Palamedesz  1601-1673
- Egbert van der Poel  1621-1664
- Cornelis Van Poelenburgh  1586-1667
- Willem de Poorter  1608-1648
- Hendrick Gerritsz. Pot  1585-1657
- Paulus Potter  1625-1654
- Adam Pynacker  1622-1673
- Jacob Pynas  1592-1650
- Jan Pynas  1582-1631

Q
- Pieter Jansz. Quast  1606-1647

R
- Jan van Ravesteyn  1570-1657
- Dirk de Quade van Ravesteyn 1576-1612
- Rembrandt  1606-1669
- Pieter de Ring  1615-1660
- Gillis Rombouts  1630-1678
- Salomon Rombouts  1650-1702
- Peter Paul Rubens 1577-1640
- Jacob van Ruisdael  1628-1682
- Rachel Ruysch  1664-1750
- Salomon van Ruysdael  1600-1670

S
- Jan Saenredam  1565-1607
- Pieter Jansz. Saenredam  1597-1665
- Cornelis Saftleven  1607-1681
- Herman Saftleven II  1609-1685
- Dirck van Santvoort  1610-1680
- Godfried Schalcken  1643-1706
- Floris van Schooten  1590-1655
- Otto Marseus van Schrieck  1619-1678
- Hercules Seghers  1590-1638
- Pieter Cornelisz. van Slingelandt  1640-1691
- Frans Snyders 1579-1657
- Gerard Soest  1600-1681
- Hendrik Martensz. Sorgh  1611-1670
- Jan Adriaensz. van Staveren  1625-1668
- Jan Steen  1625-1679
- Harmen Steenwijck  1612-1656
- Hendrik van Steenwijk II  1580-1649
- Andries Stock  1580-1648
- Matthias Stomer  1600-1650
- Dirck Stoop  1610-1686
- Abraham Storck  1635-1710
- Jacob Storck  1641-1688
- Juriaen van Streeck  1632-1687
- Herman Van Swanevelt  1600-1655

T
- Abraham van den Tempel  1622-1672
- Jan Tengnagel  1584-1635
- Gerard ter Borch  1617-1681
- Jacob Toorenvliet  1640-1719

U
- Jacob van der Ulft  1627-1689
- Moses van Uyttenbroeck  1590-1648

V
- Adriaen van de Velde  1636-1672
- Esaias van de Velde  1587-1630
- Jan van de Velde II 1593-1641
- Jan Jansz. van de Velde III  1620-1662
- Willem Van de Velde l'Ancien  1611-1693
- Willem Van de Velde le Jeune  1633-1707
- Adriaen Pietersz. van de Venne  1589-1662
- Cornelis Verbeeck  1590-1637
- Pieter Verbeeck  1610-1652
- Herman Verelst  1641-1702
- Simon Verelst  1644-1721
- Jan Verkolje  1650-1693
- Johannes Vermeer  1632-1675
- Cornelis Vermeulen  1644-1708
- Hendrik Verschuring  1627-1690
- Jan Cornelisz. Verspronck  1597-1662
- Jan Victors  1619-1676
- Claes Jansz. Visscher  1587-1652
- Simon de Vlieger  1600-1653
- Hendrick Cornelisz. van Vliet  1611-1675
- Willem van der Vliet  1584-1642
- Jan Vonck  1630-?
- Lucas Vosterman  1595-1675
- Daniel Vosmaer  1650-1666
- Jacobus Vrel  1654-1662
- Roelof van Vries  1630-1681
- Abraham de Vries  1590-1662
- Cornelis Vroom  1591-1661
- Hendrick Cornelisz Vroom  1563-1640

W
- Jan Weenix 1640-1719
- Jan Baptist Weenix  1621-1663
- Adriaen van der Werff  1659-1722
- Pieter van der Werff  1665-1722
- Jacob de Wet  1610-1671
- Adam Willaerts  1577-1644
- Cornelis Claesz van Wieringen  1580-1633
- Abraham Willaerts  1603-1669
- Emanuel de Witte  1617-1691
- Caspar van Wittel  1653-1736
- Philips Wouwerman  1619-1668
- Peter Wtewael  1596-1660
- Jan Wyck  1652-1700
- Thomas Wyck  1616-1677
- Jan Wijnants  1630-1684

## Source
Adapté de Dutch School de Wikipédia en anglais